# ミネオラ (ニューヨーク州)
ミネオラ（英: Mineola）は、アメリカ合衆国ニューヨーク州の村。ロングアイランド西部、ナッソー郡の郡庁所在地である。人口は2万0800 人（2020年）。ミネオラという名前は、「楽しい場所」を意味するインディアンの言葉から来ている。
ミネオラ村域の大半はノースヘムステッド町の中にあり、南端の小部分がヘムステッド町の中に入っている。オールド・カントリー道路が村の南境界に沿って走っている。ミネオラ郵便局が管轄する領域は南に接するガーデンシティ村の中まで入っており、そこにナッソー郡の郡庁舎がある。ナッソー郡の政府機関の多くの事務所がミネオラとガーデンシティにある。

## 歴史
ロングアイランドの中央の平坦で草の多い部分が当初「ヘムステッド・プレーンズ」と名付けられていた。19世紀に様々な町がスタートした。その内の1つが「ヘムステッド・ブランチ」と呼ばれ、最後は「ミネオラ」になった。
ロングアイランドは1609年からオランダ東インド会社の名前でヘンリー・ハドソンが領有を主張した地域の一部だった。18世紀、オランダとイングランドの開拓者が農地を開き、ヘムステッド・プレーンズでの生活を始めた。この土地がアルゴンキン語族インディアンの酋長ミニオラガミカにちなみ名付けられたのは1858年だった。それは「楽しい村」を意味した。その名前は後に短く「ミネオラ」に変えられた。
1787年から1870年代まで、この地域はクイーンズ郡の郡庁所在地であり、当時はクロウズビルと呼ばれていた。現在の村域のすぐ外側にあった。クイーンズ郡の西側は1898年にニューヨーク市の区になり、1899年にクイーンズ郡のニューヨーク市に入らなかった一部からナッソー郡が作られた。1898年11月、住民投票によりミネオラ（ノースヘムステッド町の中に位置している）を新設ナッソー郡の郡庁所在地に選定した。これはミネオラが村として法人化されてその境界が確定した1906年より前のことであり、ヒックスビルとヘムステッドとの指名競合に勝利した。ガーデンシティ会社（1893年にアレクサンダー・ターニー・ステュワートの相続人が設立した）がミネオラ鉄道駅のすぐ南に郡の建物のための土地4エーカー (16,000 m2) を寄付しており、そこは現在のミネオラ村、ヘムステッド町の中に入っている。
ミネオラは1900年7月13日に正式に郡庁所在地になった。セオドア・ルーズベルト州知事がナッソー郡庁舎の礎石を置いた。オールド・カントリー道路とフランクリン・アベニューの角に、不毛の地5エーカー (20,000 m2) での機会を記念する儀式が行われた。連邦下院議員フレデリック・ヒックスやタウンゼンド・スカッダー、ウィリアム・ヤングス大佐や監督官のウィリアム・ジョーンズやエドウィン・ウィリッツなど要人がこの行事に出席した。
ミネオラは1906年に公式に法人化され、議長によって運営された。郡政府の建物がある土地は村の一部に含まれなかった。土地と建物はミネオラの郵便用住所だが、現在のガーデンシティの中にある。ガーデンシティが村として法人化され、その境界を設定したのは1919年になってからだった。
1896年に地元の医師と住人によって「ナッソー病院」として設立されたウィンスロップ大学病院は、ロングアイランドで初の任意寄付制病院だった。最初の1年である1897年、91人の患者を受け入れ、27件の手術を行い、2人の出生、8人の死亡を届けた。当初の病院は1900年に建設された。1980年代にウィンスロップと改名され、現在は全国的に認知され、賞を受賞するような病院であり、2004年には国内でトップ5%に入る救急病院に挙げられた。

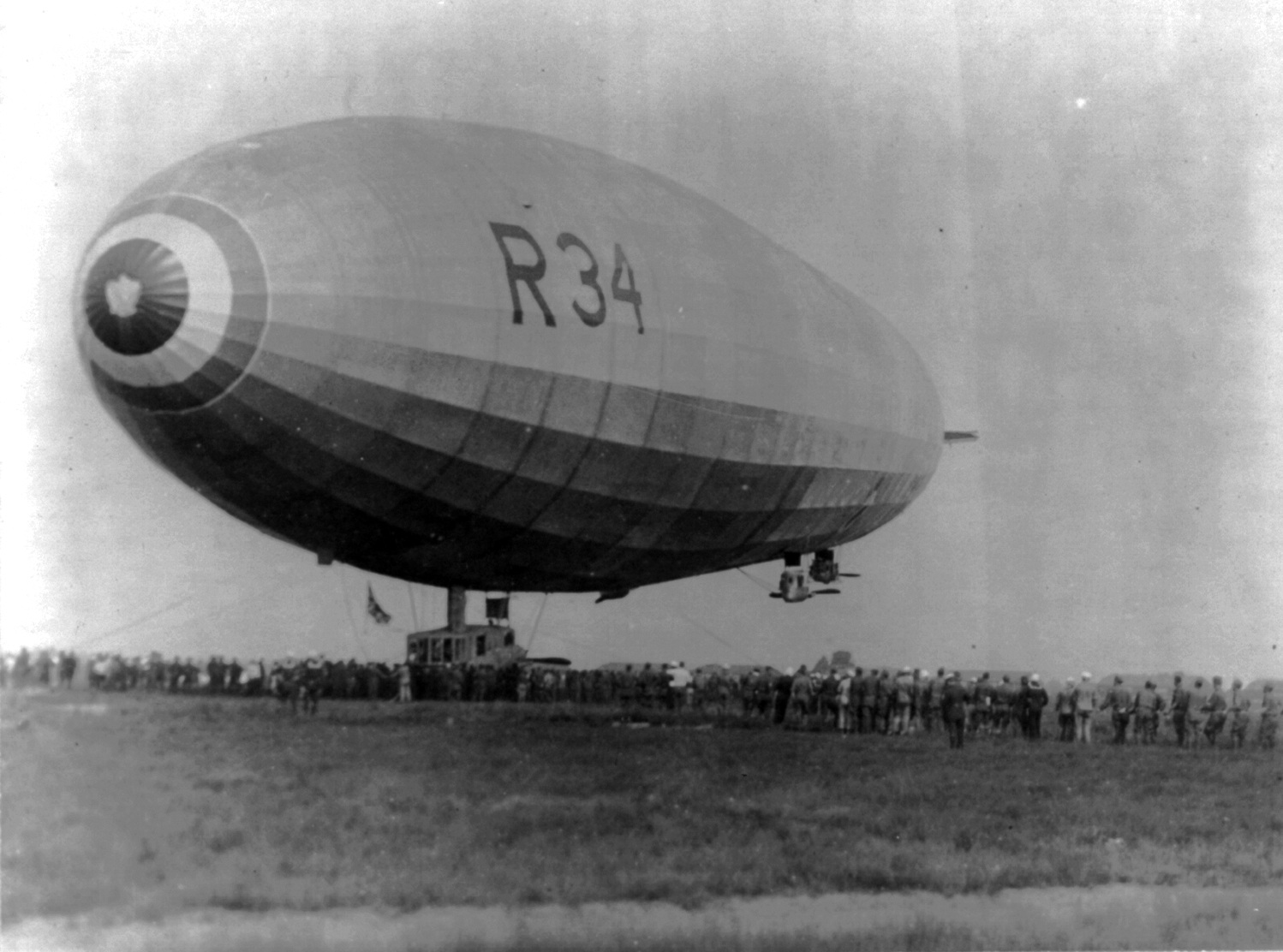
イギリスの飛行船 R-34、1919年にミネオラに着陸するところ

ミネオラは歴史上最も有名なパイロットの多くに親しまれた場所でもある。アエロ・クラブ・オブ・アメリカがこの地域を平坦な地に選定した。1909年7月、飛行家のグレン・カーチスが23分間に15マイル (24 km) を飛行し、2回目の科学的アメリカ賞を受賞して、全国の注目を集めた。愛機「ゴールデン・フライア」でアメリカでは最初期の公的飛行も行い、フランスのレムズ・アビエーション・ミートでは実演を行った。ライト兄弟、イーゴリ・シコールスキイ、ルネ・フォンク大尉、さらに「勇敢な二人」と名付けられたクラレンス・チェンバレンとバート・アコスタの著名二人組が、ミネオラのうねりのある草原と都合の良い風を生かして、時を過ごした。
1915年11月1日、USスティルで働いていた著名なニューヨークの弁護士、レイナル・クロウソーン・ボーリング大尉が、ニューヨーク州軍信号司令部第1大隊飛行分遣隊（現在の第102救援大隊）を組織した。これは州軍では初の飛行部隊だった。その後、この組織は第1航空中隊と改名された。ロングアイランドのミネオラにあり、最初は飛行機を賃借し、その後アエロ・クラブ・オブ・アメリカとその他寄付者の資金で購入した。1916年6月22日に「暫定的に認知」され、メキシコ国境危機の1916年7月13日には連邦軍に招集された。しかし、南西部での従軍の代わりに、ミネオラで訓練を積み、1916年11月2日には連邦軍から解任された。
1927年5月20日午前7時52分、チャールズ・リンドバーグが近くのルーズベルト飛行場から、その歴史的な飛行に出発した。33時間後にパリに着陸し、アメリカ合衆国から大西洋を単独飛行した最初の人物になった。
メインストリートは村の企業の中心であり、農夫のための人気ある会合場所であり、事業社会も同様だった。雑貨屋が金物、玩具、毛糸、乾物、衣類、食品など毎日の必要品の大半を埋める商品類を提供していた。小さなガラス張り郵便配達箱が、現存する6フィート (1.8 m) の郵便局を埋めていた。ミネオラの人口が増えると、郵便局はミネオラ大通りのメイアー・ビルディングに移され、さらに3番通りと2番通りに2度移された。最終的に1番通りとメインストリートの角に移された。

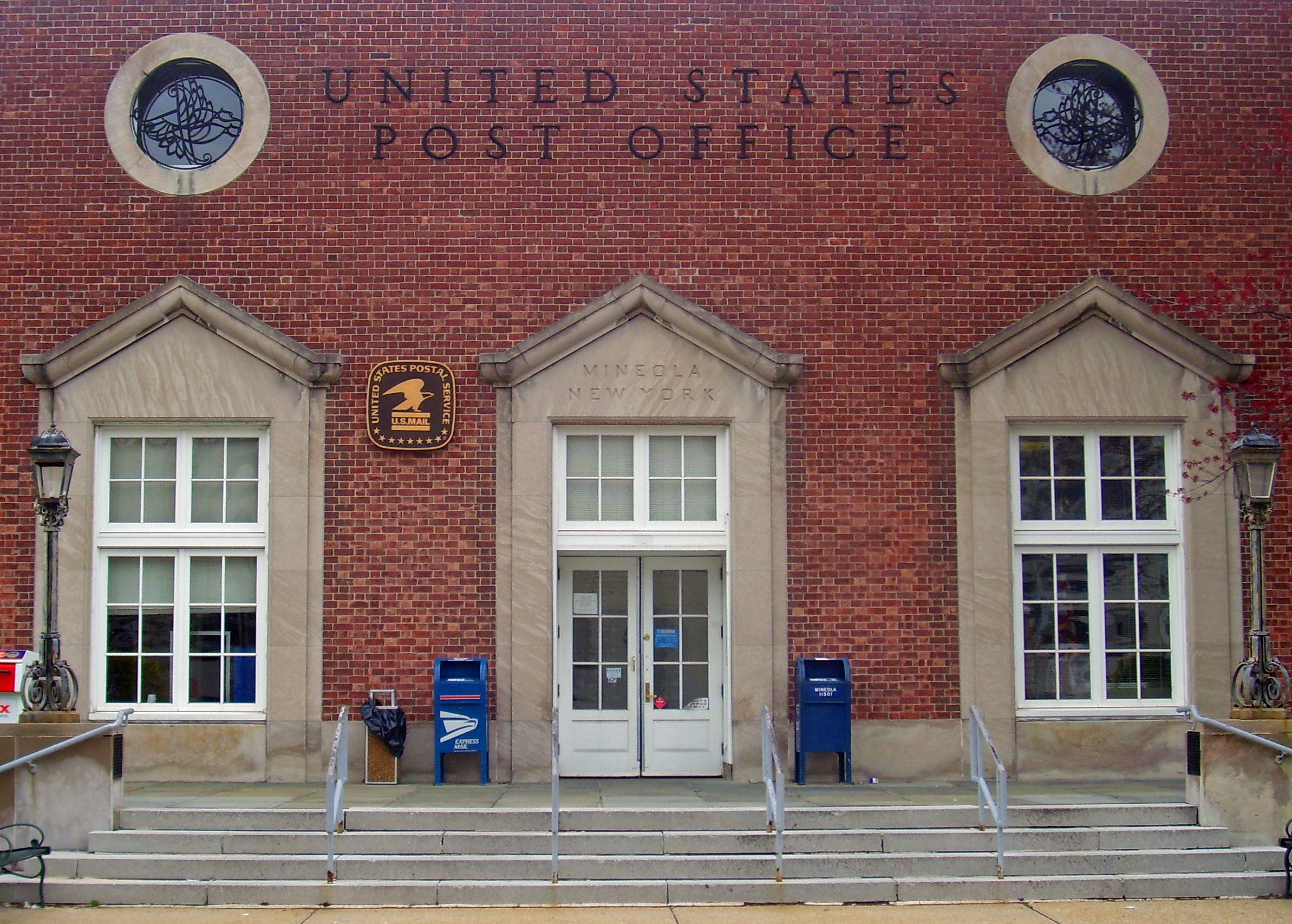
ミネオラ郵便局

アレンズホールと名付けられたミネオラ初の劇場が、「映画」を見る多くの人々を惹きつけた。動画が成功して他の劇場もでき、最も豪華な劇場はセンチュリー・オペラハウスだった。大半の劇場は朝と夜に興行し、映画を上映する間にピアニストが話に合った音楽を生演奏するのが通常だった。
1966年、ミネオラホテルが放火で全焼した。死者1人が出た。
時が経過すると、ジェリコ・ターンパイクが商業上の「メインストリート」となり、農地が売却され、住宅や事務所が建設された。ミネオラは成長し、発展する町であり続けた。
ミネオラは2006年にその100周年を祝った。

## 地理

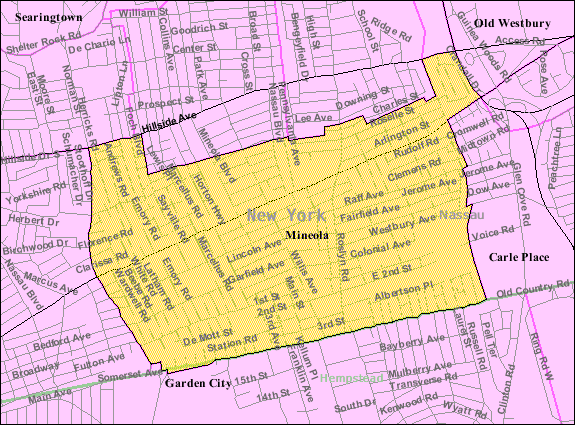
国勢調査図

ミネオラは北緯40度44分50秒 西経73度38分17秒 / 北緯40.747188度 西経73.638088度に位置している。
アメリカ合衆国国勢調査局に拠れば、村域全面積は1.9平方マイル (4.9 km2)であり、すべて陸地である。
ミネオラの周囲にはガーデンシティ、オールドウェストベリー、イーストウィリストン、ウィリストンパークの各村がある。また、ヘリックス、ガーデンシティパーク、カールプレースの各小集落（国勢調査指定地域、CDP）とも接している。

## 気候
| ミネオラの気候            | ミネオラの気候 | ミネオラの気候 | ミネオラの気候 | ミネオラの気候 | ミネオラの気候 | ミネオラの気候 | ミネオラの気候 | ミネオラの気候 | ミネオラの気候 | ミネオラの気候 | ミネオラの気候 | ミネオラの気候 | ミネオラの気候  |
| 月                        | 1月            | 2月            | 3月            | 4月            | 5月            | 6月            | 7月            | 8月            | 9月            | 10月           | 11月           | 12月           | 年              |
| ------------------------- | -------------- | -------------- | -------------- | -------------- | -------------- | -------------- | -------------- | -------------- | -------------- | -------------- | -------------- | -------------- | --------------- |
| 最高気温記録 °F （°C）    | 71 (22)        | 73 (23)        | 85 (29)        | 94 (34)        | 97 (36)        | 101 (38)       | 103 (39)       | 105 (41)       | 97 (36)        | 89 (32)        | 83 (28)        | 76 (24)        | 105 (41)        |
| 平均最高気温 °F （°C）    | 38 (3)         | 40 (4)         | 49 (9)         | 58 (14)        | 68 (20)        | 78 (26)        | 83 (28)        | 81 (27)        | 74 (23)        | 63 (17)        | 53 (12)        | 43 (6)         | 60.7 (15.8)     |
| 平均最低気温 °F （°C）    | 25 (−4)        | 27 (−3)        | 34 (1)         | 41 (5)         | 51 (11)        | 60 (16)        | 66 (19)        | 64 (18)        | 57 (14)        | 47 (8)         | 39 (4)         | 30 (−1)        | 45.1 (7.3)      |
| 最低気温記録 °F （°C）    | −4 (−20)       | −1 (−18)       | 5 (−15)        | 13 (−11)       | 34 (1)         | 43 (6)         | 50 (10)        | 46 (8)         | 38 (3)         | 27 (−3)        | 18 (−8)        | −1 (−18)       | −4 (−20)        |
| 降水量 inch （mm）        | 4.01 (101.9)   | 2.96 (75.2)    | 4.28 (108.7)   | 4.26 (108.2)   | 4.26 (108.2)   | 3.66 (93)      | 3.88 (98.6)    | 3.74 (95)      | 3.98 (101.1)   | 3.53 (89.7)    | 4.00 (101.6)   | 3.80 (96.5)    | 46.36 (1,177.5) |
| 出典：The Weather Channel |                |                |                |                |                |                |                |                |                |                |                |                |                 |

## 人口動態

### 2010年国勢調査

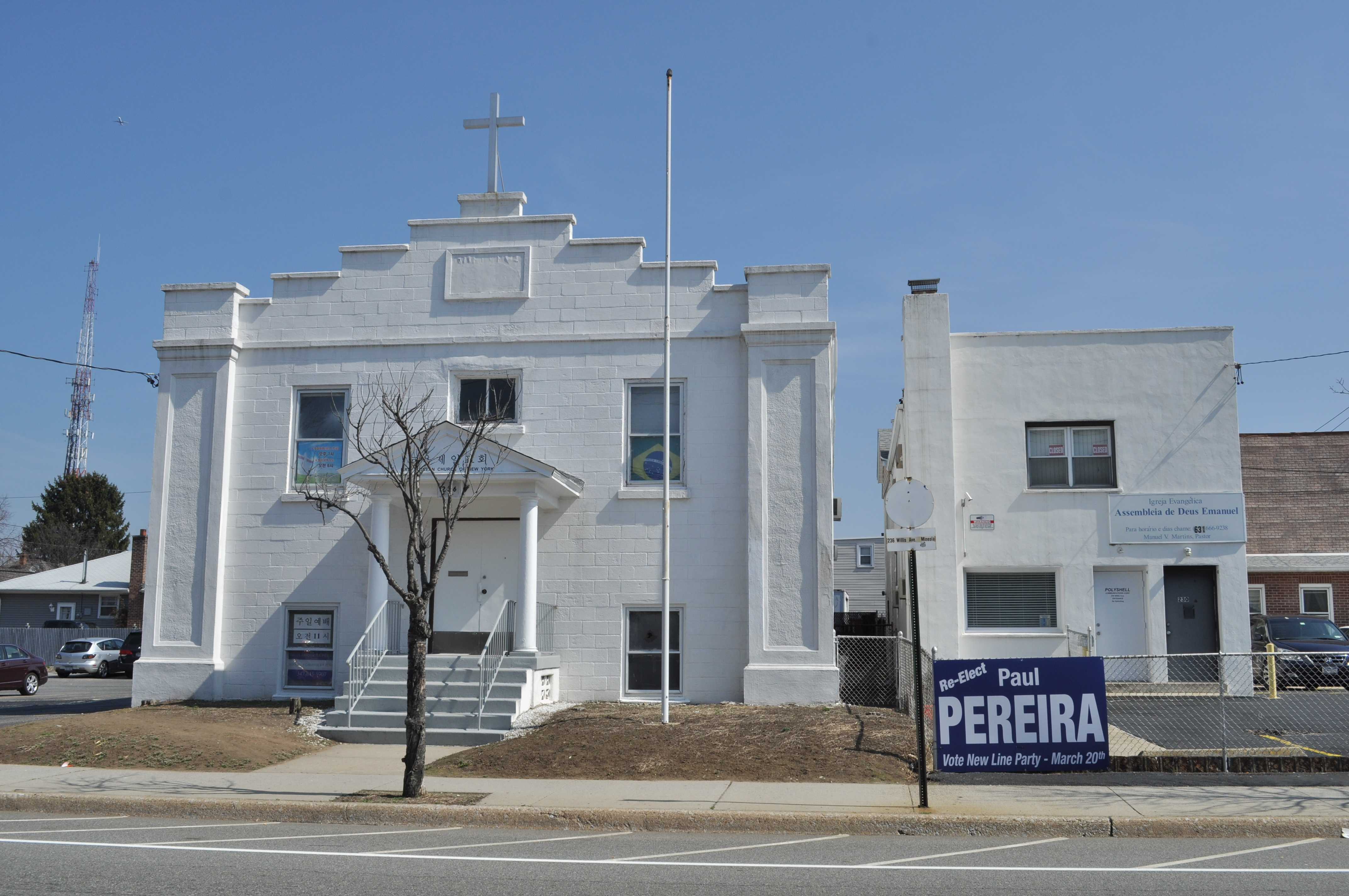
韓国人とポルトガル人の教会

以下は2010年国勢調査による人口統計データである。
| 基礎データ - 人口: 18,799 人 - 世帯数: 7,473 世帯 - 家族数: 4,954 家族 - 人口密度: 3,992.6人/km2（10,337.3 人/mi2） - 住居数: 7,650 軒 - 住居密度: 1,588.0軒/km2（4,111.5 軒/mi2） | 人種別人口構成 - 白人: 81.7%（非ヒスパニック: 71.5%） - アフリカン・アメリカン: 2.0% - ネイティブ・アメリカン: 0.2% - アジア人: 8.5% - 太平洋諸島系: 0.0% - その他の人種: 5.3% - 混血: 2.3% - ヒスパニック・ラテン系: 16.4% |

ミネオラはポルトガル出身者が多い、ポルトガルのレストランや企業があり、地区ではポルトガル語やその他ポルトガルの文化を示すものが見られる。

### 2000年国勢調査
以下は2000年国勢調査による人口統計データである。
| 基礎データ - 人口: 19,234 人 - 世帯数: 7,473 世帯 - 家族数: 4,954 家族 - 人口密度: 3,992.6人/km2（10,337.3 人/mi2） - 住居数: 7,650 軒 - 住居密度: 1,588.0軒/km2（4,111.5/ 軒/mi2） 人種別人口構成 - 白人: 82.39% - アフリカン・アメリカン: 1.03% - ネイティブ・アメリカン: 0.29% - アジア人: 4.52% - 太平洋諸島系: 0.04% - その他の人種: 3.93% - 混血: 3.79% - ヒスパニック・ラテン系: 13.03% | 年齢別人口構成 - 18歳未満: 20.2% - 18-24歳: 7.4% - 25-44歳: 34.1% - 45-64歳: 22.6% - 65歳以上: 15.7% - 年齢の中央値: 38歳 - 性比（女性100人あたり男性の人口） - 総人口: 92.5 - 18歳以上: 89.6 世帯と家族（対世帯数） - 18歳未満の子供がいる: 27.0% - 結婚・同居している夫婦: 53.2% - 未婚・離婚・死別女性が世帯主: 9.3% - 非家族世帯: 33.7% - 単身世帯: 29.1% - 65歳以上の老人1人暮らし: 11.8% - 平均構成人数 - 世帯: 2.57人 - 家族: 3.20人 | 収入と家計 - 収入の中央値 - 世帯: 60,706米ドル - 家族: 71,042米ドル - 性別 - 男性: 47,182米ドル - 女性: 37,057米ドル - 人口1人あたり収入: 28,890米ドル - 貧困線以下 - 対人口: 4.2% - 対家族数: 2.6% - 18歳未満: 3.5% - 65歳以上: 5.4% |

## 村政府

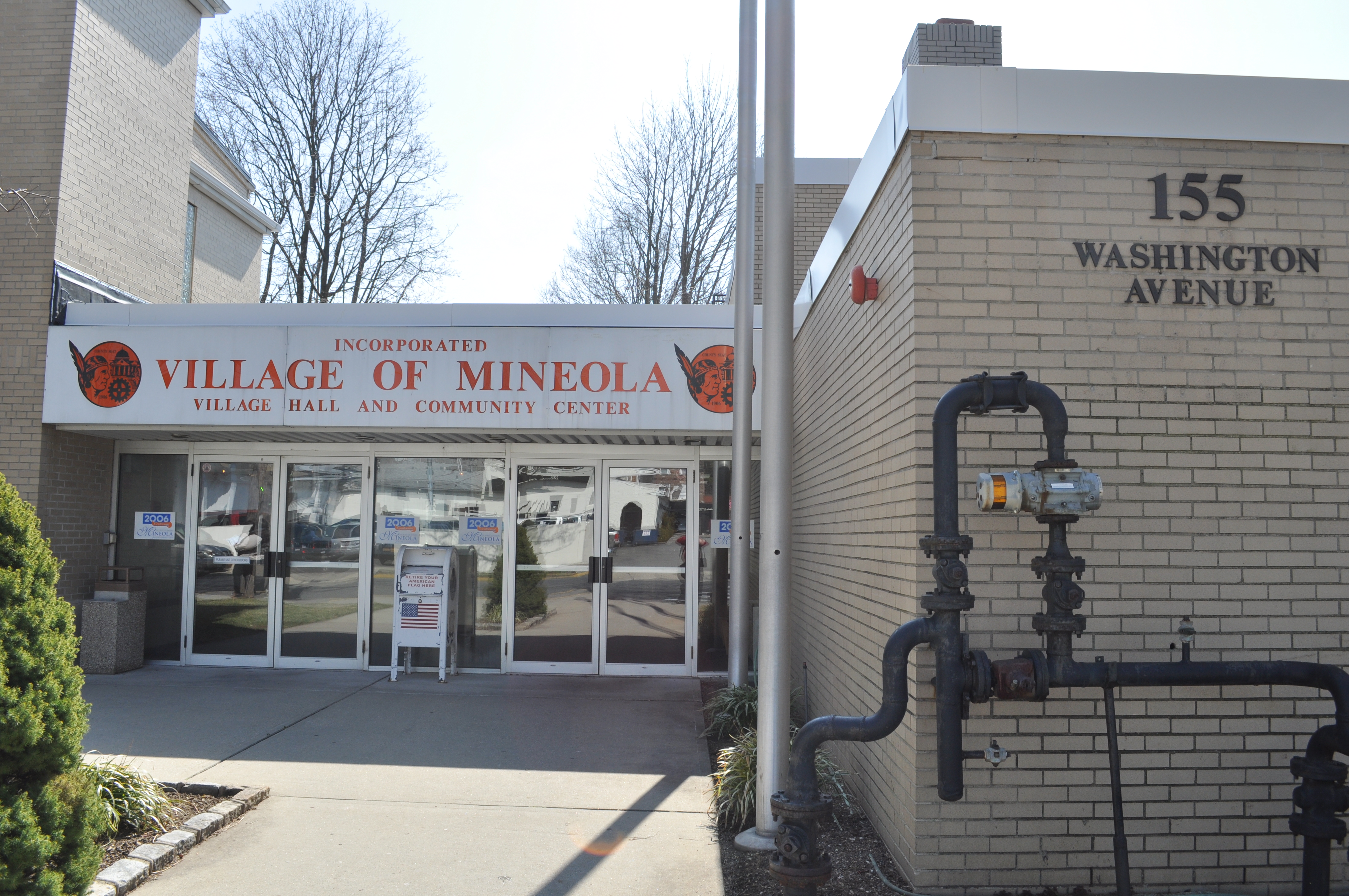
村役場とコミュニティセンター

村の立法府は信託委員会であり、村長と4人の信託員で構成されている。各員の任期は2年間である。委員会は村の資産と財政を管理する責任があり、村の良き政府のために法の下にあらゆる手段を採っている。信託員は村の関連事項に対処するために幅広い地方法を採用することができる。
委員は村全体の様々な社会組織に調整役として指名され、委員会の会合で最新情報を報告する。

### 警察
2005年から2006年、ミネオラがその警察力を増やすという地域社会からの多くの推薦に基づき、ミネオラ警察タスクフォースが市長から指名され、ナッソー郡警察署が人員を引き、村の警察署を設立する可能性を評価した。市長はそのタスクフォースの初めに、可能性調査が肯定的な結果であれば、村全体の住民投票で承認されることを前提に独自の警察署を持つことになると指示した。
信託委員会の票決は警察力を持つことに賛成3票、反対2票で分かれた。2006年12月5日に行われた住民投票では2対1の比率で否決された。

## 教育
ミネオラの大半は、ミネオラ統合自由教育学区が管轄しており、その範囲はミネオラ以外にガーデンシティパーク、ウィリストンパーク、アルバートソン、ロスリンハイツに及んでいる。ミネオラの小部分は、イーストウィリストン、カールプレース、ガーデンシティ教育学区に入っている。
2005年教育監督官補ジョン・ジャクソンが、教育学区の金9万ドル以上を盗んだ容疑で逮捕された。ジャクソンは罪を認め、2006年1月に懲役5年執行猶予90日の罰を宣告された。ニューヨーク・ニックスでバスケットボールの選手だったレジー・カーターは、1999年に死ぬまでミネオラ高校の副校長を務めていた。

### 公立学校
- ミネオラ高校[28]、ガーデンシティにある、8年生から12年生
- ミネオラ中学校[29]、5年生から7年生
- ジャクソン・アベニュー学校[30]、3年生と4年生
- ハンプトン通り学校[31]、幼稚園前から2年生
- メドウドライブ学校[32]、アルバートソンにある、幼稚園前から2年生

### 私立学校
シャミナード高校は、カトリック系の学校であり、昔から学術に優れ、規律正しい学校として知られ、アメリカ合衆国上院議員アルフォンソ・ダマトなどを輩出してきた。
村の中心近くにあるミネオラ記念公園では9.11同時多発テロ事件の犠牲者の慰霊碑を建てている。ミネオラの記念図書館と公立学校がこの公園に隣接し、リラックスし開放的な雰囲気を作っている。記念銘板と周辺の歩道はイーグルスカウトのエドワード・カイザーによるイーグル・プロジェクトで作られた。

## 交通

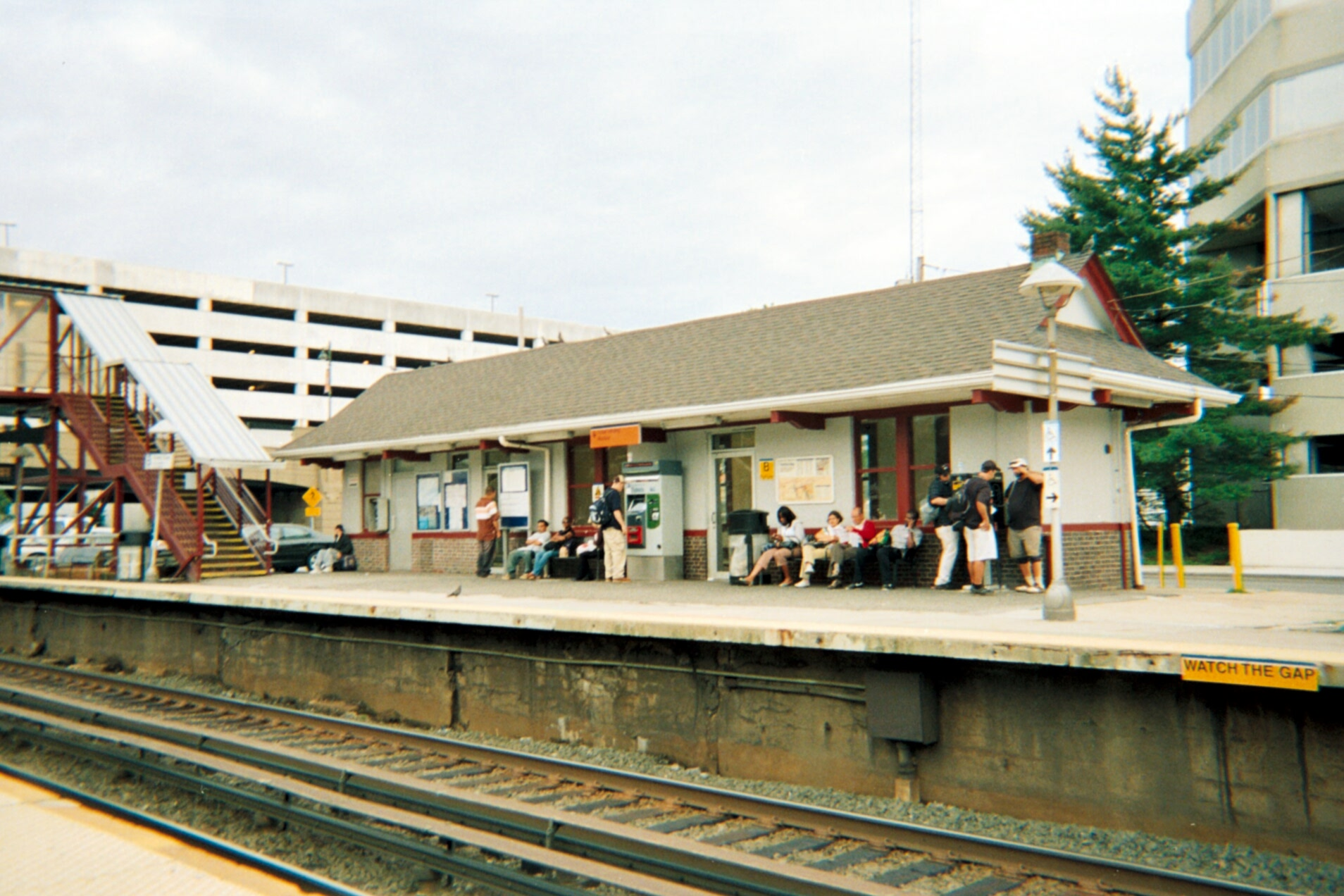
ロングアイランド鉄道のミネオラ駅

ミネオラにはミネオラ・インターモーダル・センターがあり、ロングアイランド鉄道の駅やバス停が入っている。バスの定期路線は7系統が走っている。
ミネオラの中心には鉄道駅とナッソー・インター・カウンティ・イクスプレスのハブ駅がある。ニューヨーク市に近いことからベッドタウンになって来た。多くの企業も近くにある。例えばキャノンUSAがあった（キャノンUSAは2013年2月に車で10分ほど東のサフォーク郡 (ニューヨーク州)メルヴィルに新本社を開設して移転した）。

## 著名な出身者
- エミー・クラーク、女優、ミネオラ生まれ、テレビ映画『名探偵モンク』に出演
- ブライアン・デネヒー、俳優、ミネオラに住みシャミナード高校で学んだ
- ルイス・ガースナー、IBM会長、カーライル・グループ会長、アメリカン・エキスプレス会長兼最高経営責任者、ミネオラで生まれ育った。ミネオラにあるコーパス・クリスティ・グラマースクールとシャミナード高校で学んだ
- ケヴィン・ジェームズ、コメディアン、ミネオラ生まれ
- ジェイムズ・パトリック・ケリー、SF作家、ヒューゴー賞 中編小説部門を2度受賞、1951年にミネオラで生まれた
- ビル・オライリー、政治解説者、著作家、FOXニュースのニュース番組、『ジ・オライリー・ファクター』の司会者、シャミナード高校を1967年に卒業
- キム・リチャーズ、子役、大人になってから2009年の映画『ウィッチマウンテン/地図から消された山』のチョイ役に出演、ミネオラ生まれ
- クリス・ワイドマン、総合格闘家 [34]